# Vestura adeba
Vestura adeba är en fjärilsart som beskrevs av Swinhoe 1904. Vestura adeba ingår i släktet Vestura och familjen nattflyn. Inga underarter finns listade i Catalogue of Life.